# Hajdú Endre (színművész)
Hajdú Endre névvariáns: Hajdu Endre (Budapest, 1925. április 11. – Budapest, 1982. január 24.) Jászai Mari-díjas magyar színész.

## Életpályája
Nem színészként kezdte felnőtt életét, volt kifutófiú, hivatali díjnok, majd végül tisztviselő. Amatőr színjátszócsoportokban szerepelt, egy ilyen fellépés alkalmával figyelt fel rá Simon Zsuzsa. Az előadás után magához hívatta, hosszan elbeszélgetett vele s biztatta, bátorította: jelentkezzen a Színművészeti Főiskolára. Megfogadta a jótanácsot – igaz, csak hosszas töprengés után. Önmagában kételkedett, a tehetségében, a rátermettségében. Mindig valami nagy, szent dolognak álmodta a színházat. Felvették. Várkonyi Zoltán lett az osztályfőnöke s tanára egyben. 1954-ben kapta meg diplomáját és az Állami Déryné Színháznál kezdte a színész mesterséget. Tiborc szerepében – amelyet több mint százszor eljátszott – figyelt fel rá a kritika, és utána kapta jelentősebb szerepeit. 1978-tól haláláig a Népszínház társulatának volt tagja. Művészetét, alakításait 1966-ban Jászai Mari-díjjal ismerték el. Kiváló karakter- és jellemábrázoló színész volt. 1982. január 24-én hunyt el.

## Fontosabb színházi szerepei
- William Shakespeare: Rómeó és Júlia... Tybalt; Benvolio
- William Shakespeare: Szentivánéji álom... Zuboly, takács
- William Shakespeare: Hamlet... Horatio
- Heinrich von Kleist: Az eltört korsó... Ruprecht
- Lev Nyikolajevics Tolsztoj: A sötétség hatalma... Akim
- Szophoklész: Antigoné... Őr
- Victorien Sardou: A szókimondó asszonyság... Segédtiszt
- Hollós Korvin Lajos: Pázmán Lovag... Pázmán lovag
- Vörösmarty Mihály: Csongor és Tünde... Balga; Kurrah; Tudós
- Jókai Mór: A lőcsei fehér asszony... Czelder Orbán
- Jókai Mór: Könyves Kálmán... Gomor, közharcos
- Madách Imre: Az ember tragédiája... Pátriárka; Rudolf császár; Bábjátékos; Tudós; Aggastyán
- Katona József: Bánk bán... Tiborc
- Kacsóh Pongrác: János vitéz... Bartolo
- Móricz Zsigmond: Sári bíró... Varjú Gábor
- Mikszáth Kálmán – Bondy Endre: A nagyerejű Mácsik... Chalupka
- Molnár Ferenc: Liliom... Ficsúr
- Johann Strauss: A denevér... Frosch
- Arthur Miller: Édes fiaim... George
- Friedrich Schiller: Stuart Mária... George Talbot, Shrewsbury grófja
- Illyés Gyula – Lendvay Kamilló: Bolhabál... Bandagazda
- Örsi Ferenc: Aranylakodalom... Jóska
- Tabi László: Enyhítő körülmény... Deme alhadnagy
- Tamási Áron: Énekes madár... Bakk Lukács, vénlegény
- Sós György: Pettyes... Kunos
- Babay József: Három szegény szabólegény... Tollnok
- Csingiz Ajtmatov: A versenyló halála... Tanabaj
- Jevgenyij Lvovics Svarc: Hétköznapi csoda... Gazda
- Johann Strauss: A denevér... Frosch
- Nadányi Zoltán: Szigligeti ribillió... Szilágyi
- Gombos Imre: A csónak próbája... Bódi vitéz
- Sásdi Sándor: Cseresznyevirág (Nyolc hold föld)... Antal
- Bárány Tamás: Napkeleti királyasszony... A tatár kán
- Taar Ferenc: Sírkő pántlikával... Síró Péter
- Felkai Ferenc: A király bolondja... Tüske, udvari bolond
- Ugo Betti: Bűntény a Kecskeszigeten... Edoardo
- Robert Graves: Én, Claudius... Galba
- Jan Solovič: Meridián expressz... Benedik Tamás

## Filmek, tv
- Tilos a szerelem (1965)
- Pirostövű nád (1965)
- Tüskevár (1966)
- A völgy (1968)
- Cseppben a tenger (1968)
- Tizennégy vértanú (1970)
- Három affér (1972)
- ...és a holtak újra énekelnek (1975)
- Embersirató (1975)
- Az idők kezdetén (1975)
- Megtörtént bűnügyek (sorozat)

– A müncheni férfi című rész (1976)
- Fekete gyémántok (1976)
- A kard (1977)
- A szerelem bolondjai (1977)
- Ebéd (1978)
- Mire a levelek lehullanak... (1978)
- A nagyenyedi két fűzfa (1978)
- A trombitás (1979)
- Forró mezők (1979)
- Rab ember fiai (1979)
- Látástól vakulásig... (1980)
- Bolondok kvártélya (1980)
- Villám (1981)
- Családi kör (sorozat) (1981)
- Ideiglenes paradicsom (1981)
- A 78-as körzet (sorozat) Festés-mázolás című rész (1982)
- Glória (1982)
- Nyom nélkül (1982)
- Három szabólegények (1982)
- A Mi Ügyünk, avagy az utolsó hazai maffia hiteles története (1983)... Lapos elvtárs
- A béke szigete (1983)